# Australasian Journal of Philosophy
Het Australasian Journal of Philosophy (AJP) is een vooraanstaand wijsgerig academisch tijdschrift (‘journal’), dat in 1923 in Sydney als The Australasian Journal of Psychology and Philosophy werd opgericht. Het tijdschrift heeft een grote internationale reputatie en is het oudste en meest gerespecteerde filosofietijdschrift van Australasia. Het wordt gefinancierd door de Australasian Association of Philosophy en heeft als doel het beste werk in de analytische traditie te publiceren. Het wordt frequent geciteerd in filosofische literatuur. In 2007 werd het tijdschrift geratificeerd als 'A' (de hoogste categorie) in de European Reference Index in the Humanities (ERIH).

## Geschiedenis
Het AJP werd driemaal per jaar gepubliceerd tot 1970 en viermaal per jaar sindsdien. Het werd uitgegeven door Oxford University Press van 1998 tot 2004 en vervolgens door Taylor and Francis onder het Routledge label na 2005. De inhoud van het tijdschrift wordt tegenwoordig ook digitaal gepubliceerd en beschikbaar gesteld in universiteits- en onderzoeksbibliotheken over de gehele wereld.

## Inzendingen
Om de integriteit te verzekeren wordt het selectieproces voor alle ongekwalificeerde bijdragen aan het AJP dubbelblind uitgevoerd: de namen en de institutionele relaties van de auteurs wordt niet openbaar gemaakt aan de selectiecommissies, noch aan de redacteuren. Auteurs die artikelen, discussion notes en reviews insturen, moeten aan strenge richtlijnen voldoen, ook qua stijl. Van de ongeveer 400 inzendingen per jaar (die van overal ter wereld komen), wordt minder dan 10% geselecteerd voor publicatie.

## Redactie
De eerste redacteur was Francis Anderson van de University of Sydney. Maurice Goldsmith was hoofdredacteur van 2002 tot 2007. De AJP is momenteel gevestigd aan de University of Western Australia en wordt geredigeerd door Stewart Candlish met hulp van een internationaal netwerk van selecteurs en een commissie van redacteuren.